# Аура (язык)
Аура́ (Aurá, Auré, Aurê) — мёртвый индейский язык, относящийся к группе ваямпи подсемьи тупи-гуарани языковой семьи тупи, на котором раньше говорили два индивидуальных народа в штате Мараньян. Оба жили с народом гуажа, но изначально пришли из штата Пара, в Бразилии.